# Alpinacris crassicauda
Alpinacris crassicauda är en insektsart som beskrevs av Bigelow 1967. Alpinacris crassicauda ingår i släktet Alpinacris och familjen gräshoppor. Inga underarter finns listade i Catalogue of Life.